# Partido Social Demócrata (Nicaragua)
El Partido Social Demócrata (PSD) es un partido político de centroizquierda de Nicaragua, de ideología socialdemócrata. Fue fundado en 1979 como partido de oposición al gobierno de Anastasio Somoza Debayle. En 1990 participó en la Unión Nacional Opositora que derrotó al Frente Sandinista de Liberación Nacional.

## Fundación
El Partido Social Demócrata (PSD) de Nicaragua, fue fundado el 23 de septiembre de 1979 tras la derrota de la dinastía somocista, inicio de la traición de la revolución nicaragüense al instaurarse un régimen de corte totalitario-leninista. Este nuevo Partido inspirado en los más altos intereses patrióticos, principios y valores éticos y los preceptos de la socialdemocracia con gran anhelo de servicio al país, nace como una nueva opción política encabezada por los fundadores; Wilfredo Montalván, Guillermo Potoy Angulo, Ruddy Ybarra Sánchez y Luis Rivas Leiva, así también como cofundadores Fernando (El Negro) Chamorro Rapacciolli, Mario Alfaro Alvarado, Rodrigo Solórzano, Pedro Joaquín Chamorro Barrios, Manuel Matus Sequeira, Carlos Rapacciolli, Adán Morales Hernández, María Francys Blandón, Octavio Escobar López, Gilmore Coe Castro y Lorena Obando Ordeñana, entre otros luchadores anti-somocista, quienes inician una nueva jornada de lucha permanente, frontal y sin tregua por la libertad y la democracia de Nicaragua, posición mantenida durante los 11 años de Dictadura totalitaria.

## Lucha contra el Régimen Sandinista
El Partido Social Demócrata PSD, de Nicaragua, desde que salió a luz pública, fue la primera organización política en denunciar acertadamente el inminente peligro de instaurarse una nueva dictadura por parte del Frente Sandinista de Liberación Nacional en Nicaragua. El PSD, durante sus 15 años de existencia 79-94, mantuvo fuertes lazos ideológicos con la Confederación de Unificación Sindical (CUS), organización de trabajadores de tendencia socialdemócrata.
El Partido Social Demócrata (PSD), junto al Partido Social Cristiano (PSC), constituyeron el eje de denuncia de las arbitrariedades del nuevo régimen, lucha a la cual se sumaron la Confederación de Unificación Sindical (CUS) y la Central de Trabajadores de Nicaragua. Este esfuerzo fue creciendo hasta crear junto al Partido Conservador (PC) y el COSEP, la Coordinadora Democrática Nicaragüense (CDN), con el Dr. Arturo Cruz Porras como candidato a la Presidencia de la República en 1984. Como verdadera oposición, se retiró de esas espurias elecciones por falta de garantías mínimas; un proceso en el que las turbas no permitieron la realización de mítines públicos ni otras actividades proselitistas por parte de la oposición. El PSD, siempre sostuvo posiciones de una sola línea democrática inquebrantable.
Esta iniciativa de alianza fue creciendo hasta llegar a integrar la Alianza Unión Nacional Opositora UNO-90, conformada por 14 partidos políticos de todas las tendencias ideológicas, instaurando una nueva era democrática en Nicaragua el 25 de febrero de 1990.
Cabe destacar la unidad monolítica organizada que privaba en el liderazgo y cuadros intermedios del partido, quienes habían tomado con fe, la determinación de que el futuro de Nicaragua estaba en juego y no había tiempo para titubear, era una determinación insobornable e inquebrantable, Nicaragua estaba por encima de los intereses personales o partidarios, de allí que la militancia del partido sufrió acoso constantemente y todo tipo de atropellos y vejámenes de parte del régimen, hostigamiento, persecución, tortura, cárcel y muerte. La destacada participación de la Juventud, entre otros de sus dirigentes, esta Mauricio Membreño Gaitán, quien fue presidente nacional de la Juventud Social Demócrata durante la dictadura sandinista, quien vivió, persecución y 8 veces la cárcel. De igual forma fueron víctimas de encarcelamiento y procesos políticos, entre otros Byron Haffner, Armodio Mendieta, Hugo Peralta, Irma Forbes, Miguel Morales, Indiana Barbosa, el periodista de La Prensa y directivo del partido Luis Manuel Mora Sánchez, quien durante estuvo preso, como parte de las torturas, le quebraron la dentadura; entre otros connotados dirigentes, así mismo el líder socialdemócrata de Jinotega, Santiago Arnoldo Úbeda, murió a manos de la Seguridad del estado, por su participación activa en las filas del PSD, al oponerse de forma decidida a las arbitrariedades del gobierno.

## Las elecciones de 1990
En agosto de 1989 el PSC fue invitado junto con otros 21 partidos opositores al FSLN al diálogo nacional y se firmaron los Acuerdos de Managua que contemplaban la celebración de un proceso electoral democrático y la desmovilización de la Contra (guerrilla opuesta al FSLN desde 1980 mediante una guerra civil apoyada por Estados Unidos contra el Ejército Popular Sandinista (EPS) financiado por la Unión Soviética y Cuba interesados en la expansión del comunismo). Las elecciones se efectuarían el 25 de febrero de 1990. El PSD y el Partido Popular Social Cristiano (PPSC) sirvieron como ejes aglutinadores de la oposición al FSLN y en 1989 resurge la coalición Unión Nacional Opositora (UNO, que se había fundado originalmente en 1966) para derrotar en las elecciones del 25 de febrero del año siguiente al presidente Daniel Ortega, quien buscaba su reelección consecutiva. 
El Doctor Guillermo Potoy Angulo, presidente del PSD, dirigió el Instituto de Promoción y Capacitación electoral (IPCE) de la UNO, además de la Tesorería de la campaña, junto con el Dr. Silviano Matamoros, presidente del Partido Nacional Conservador (PNC).Se recibió en financiamiento de organizaciones como la National Endowment for Democracy (NED) de los Estados Unidos. 
La nueva UNO estaba formada por 14 partidos entre liberales, conservadores, democratacristianos, socialcristianos, socialdemócratas, socialistas y comunistas: Partido Liberal Constitucionalista (PLC), Partido Liberal Independiente (PLI), Partido Neoliberal (PALI), Alianza Popular Conservadora (APC), Acción Nacional Conservadora (ANC), Partido Nacional Conservador (PNC), Movimiento Democrático Nicaragüense (MDN), Partido Integracionista de América Central (PIAC), Partido de Acción Nacional (PAN), Partido Democrático de Confianza Nacional (PDC), Partido Popular Social Cristiano (PPSC), Partido Social Demócrata (PSD), Partido Socialista Nicaragüense (PSN) y Partido Comunista de Nicaragua (PC de N). 
Los candidatos a la presidencia y vicepresidencia eran respectivamente Violeta Barrios de Chamorro (conservadora y viuda de Chamorro Cardenal) y Virgilio Godoy Reyes (liberal independiente), esto por nombramiento directo del Partido Social Demócrata para la presidencia y el Partido Liberal Independiente para la vicepresidencia. 
El 25 de febrero de 1990 se efectuaron las elecciones; las encuestas decían que ganaría el FSLN con más de la mitad de los votos, sin embargo en la madrugada del día siguiente 26 de febrero el Consejo Supremo Electoral anunció que la UNO ganó con el 54% de los votos (777,522), el FSLN tuvo el 40% (579,886), el Movimiento de Unidad Revolucionaria (MUR) 1.10% (16,751) y el resto los otros partidos 1.9%, o sea 28,816. El presidente Daniel Ortega reconoció públicamente su derrota al felicitar a Barrios de Chamorro y esta tomó posesión de su cargo el 25 de abril.

## Oposición al nuevo gobierno
Durante el período de gobierno de la expresidente Chamorro, el Partido asumió un rol importante. Alfredo César fue nombrado presidente de la Asamblea Nacional y Guillermo Potoy fue designado contralor general de la República en junio de 1991. Sin embargo, pronto comenzaron las tensiones en la coalición.
El 1992, la Contraloría, atendiendo la denuncia pública del otrora viceministro de Economía, Noel Vidaurre Argüello, inició una investigación exhaustiva en el Ministerio de la Presidencia, del que era titular el yerno de la presidenta Chamorro, Antonio Lacayo. Estas investigaciones, desencadenaron una persecución contra el contralor Potoy y alcanzaron al partido.
Violeta Chamorro y Antonio Lacayo marginaron a la alianza que los llevó al poder. La fragilidad de la alianza y su poca beligerancia en el manejo del traspaso de mando, los llevaría a la marginación del gobierno y su posterior proclamación como partido opositor a este. Por si fuera poco el PSD, la Unión Demócrata Cristiana (UDC, fundada en 1992 mediante la fusión del Partido Popular Social Cristiano (PPSC) y el Partido Democrático de Confianza Nacional (PDC) y un grupo de diputados sobornados por el Poder Ejecutivo y que se autollamaron “Grupo de Centro”, decidieron romper con la alianza polarizando aún más a la clase política del país.

## Alianza con el PLC
En las elecciones generales del 4 de noviembre de 2001, las municipales del 7 de noviembre de 2004, las generales del 5 de noviembre de 2006 y las municipales del 8 de noviembre de 2008 el PSD estuvo coaligado con el PLC. En estos últimos comicios formó parte de la Alianza PLC junto con el PLI, la Alianza Liberal Nicaragüense (ALN), el Partido Liberal Independiente de Unidad Nacional, una facción del Partido Resistencia Nicaragüense (PRN), YATAMA, la Acción Nacional Conservadora (ANC), el Partido Socialista Nicaragüense (PSN), el Partido Comunista de Nicaragua (PC de N), el Partido Conservador (PC), el Movimiento Renovador Sandinista (MRS) y una facción del Partido Social Cristiano (PSC).